# هیروکی میزوهارا
هیروکی میزوهارا (انگلیسی: Hiroki Mizuhara؛ زادهٔ ۱۵ ژانویهٔ ۱۹۷۵) بازیکن فوتبال اهل ژاپن است.
از باشگاه‌هایی که در آن بازی کرده‌است می‌توان به باشگاه فوتبال توکیو وردی، باشگاه فوتبال یوکوهاما، و باشگاه فوتبال ناگویا گرامپوس اشاره کرد.